# 西尔维娅·纳瓦罗
西尔维娅·纳瓦罗（西班牙語：Silvia Navarro，1979年3月20日—），西班牙女子手球运动员。她曾代表西班牙参加2012年、2016年和2020年夏季奥林匹克运动会手球比赛，其中2012年奥运会获得一枚铜牌。